# ペネロープ・バジュー
ペネロープ・バジュー（Pénélope Bagieu、1982年1月21日 - ）は、フランスのバンド・デシネ作家（漫画家）、イラストレーター。現代に暮らす等身大の女性の生き方を、カラフルな色彩とユーモラスな画風で描いた作品で知られる。
新聞や雑誌への寄稿をはじめ、各種の広告プロジェクトへの参加、女性肌着コレクションのデザインに携わるなど、漫画以外の方面でも活躍しており、本国では社会に影響力のある女性100人に選出されるなど、オピニオンリーダー的な存在となっている。

## 来歴
パリ国立高等装飾美術学校、ロンドンの芸術大学セントラル・セント・マーチンズ校を卒業後、自身の生活を題材にしたユーモラスな漫画を載せたブログが大ヒットを記録。2008年に『あたしの人生、なんて魅力的なのかしら』として書籍化されベストセラーとなる。
2008年から2009年にかけて女性誌『Fémina』にて、恋に恵まれないOL女性の日常をポップに描いた『ジョゼフィーヌ』を連載、本格的にバンド・デシネ作家としての活動を始める。
2011年に『優雅なゴースト』でアングレーム国際漫画祭のSNCF賞(フランス国鉄賞)を受賞。
2013年には同漫画祭にて展覧会を開催するとともに、フランス文化相より芸術文化勲章シュヴァリエを受章。同年2月には日本版ブログも開設されている。
2016年には『空白のページ』の日本語版である『エロイーズ 本当のワタシを探して』が第19回文化庁メディア芸術祭のマンガ部門において、審査委員会推薦作品に選ばれている。

## 作品
※特記がない限りバジュー名義
※日本語版以外の書名は原題の直訳

### シリーズ
- ジョゼフィーヌ(Joséphine、2008年-2010年)
  1. ジョゼフィーヌ (2008年)
  2. 悪くもないけど (Même Pas Mal、2009年)
  3. 変わらなきゃ (Change de Camp、2010年)
- 生意気な女たち(Culottées、2016年-、既刊2巻)

### 単巻
- あたしの人生、なんて魅力的なのかしら(Ma Vie est Tout à Fait Fascinante、2008年)
- シャマ・ストラ(Chama Sutra、2008年)
- 優雅なゴースト (Cadavre Exquis、2010年）
- 空白のページ(La Page Blanche、ブレ作、2012年)
- スターズ・オブ・ザ・スターズ(Stars of the Stars、ジョアン・スファール作、2013年)
- カリフォルニア・ドリーミン(California Dreamin'、2015年)

## 映画化作品
- ジョゼフィーヌ (Joséphine、Agnès Obadia監督、2013年)
- Joséphine s'arrondit (Marilou Berry監督、2016年)

## 日本での出版
- 『ジョゼフィーヌ!』(関澄かおる訳、DU BOOKS、2014年11月、ISBN 4907583192)
- 『エロイーズ (本当のワタシを探して)』(関澄かおる訳、DU BOOKS、2015年8月、ISBN 4907583591)※「空白のページ」の翻訳版。
- 『キュロテ 世界の偉大な15人の女性たち』(関澄かおる訳、DU BOOKS、2017年11月、ISBN 9784866470184)※「生意気な女たち」の翻訳版。